# Alfred Blunt
Alfred Blunt (1879-1957) fue el segundo obispo de Bradford y estuvo en el cargo de 1931 a 1955, es más conocido por haber dado un discurso que exacerbó la crisis por la abdicación de Eduardo VIII. El discurso se realizó durante la conferencia diocesana del 1 de diciembre de 1936. En esa etapa, la crisis no había llegado a ser del dominio público y aunque la prensa sabía del asunto, no lo había revelado. Al principio el discurso pareció respetable y normal —aunque en retrospectiva había indirectas sutiles de intranquilidad—, cuando Blunt se refirió al próximo servicio de coronación, hizo hincapié en un punto que dijo era material para una correcta comprensión de la intención del servicio.

En esta ocasión el rey ocupa una posición manifiestamente representativa. Sus puntos de vista y sus opinones son suyos y como individuo tiene derecho, al igual que todos, a ser el guardián de su propia conciencia. Pero en su calidad de persona pública, durante su coronación representa la idea que tiene el pueblo inglés de la realeza. Por largos siglos ha sido, y espero todavía lo sea, una parte esencial de esa idea que el rey necesita de la gracia de Dios para ejercer su cargo. En la ceremonia de coronación la nación reconoce definitivamente esa necesidad. Lo que puede significar mucho o poco para la persona que es coronada, pero para el pueblo en su conjunto significa su entrega de la monarquía inglesa al cuidado de Dios, bajo cuya norma y gobierno esta el corazón de los reyes. [...]

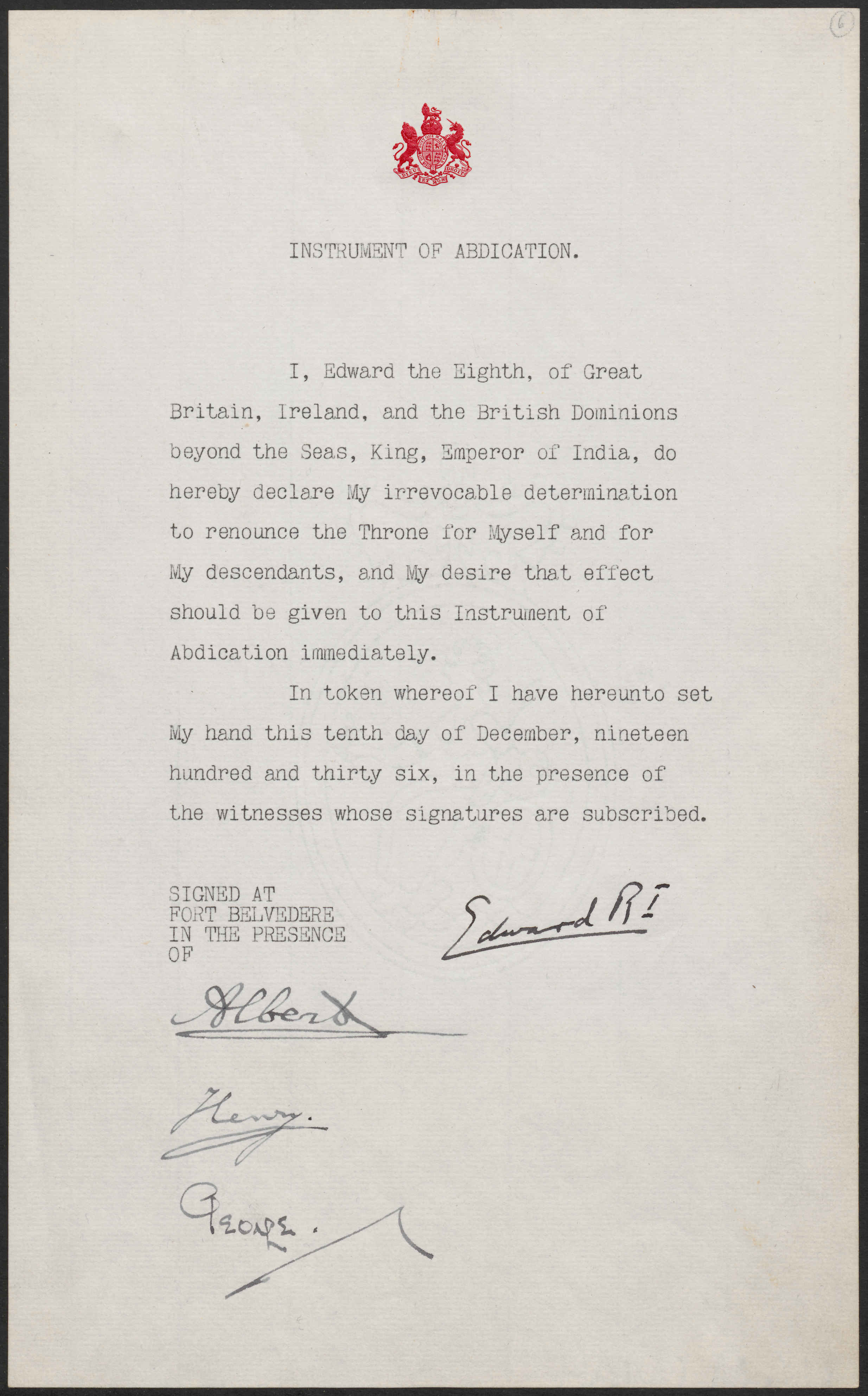
Abdicación de Eduardo VIII, Jorge VI del Reino Unido en 1936.

Al final mencionó la necesidad del rey de la gracia divina y dijo: 

Esperamos que tenga conciencia de su necesidad. Algunos de nosotros deseamos que de signos más positivos de estar consciente.

Ronald Harker, un reportero de Telegraph & Argus, estaba presente. Como estaba designado para cubrir la conferencia tomó notas y cuando regresó a las instalaciones del periódico lo consultó con su colega Charles Leach, ambos acordaron que los medios nacionales podrían estar interesados y envió el relato por cable a la Press Association. Ocho días más tarde, Eduardo abdicó. Cuando más adelante se le preguntó sobre el asunto, Blunt reveló que las observaciones tenían por objeto ser un lamento a la indiferencia del rey en asistir a la iglesia. Como la mayoría de los británicos, nunca había oído de Wallis Simpson.